# Röd aspguldmal
Röd aspguldmal (Phyllonorycter sagitellus) är en fjärilsart som först beskrevs av Clas Bjerkander 1790.  Röd aspguldmal ingår i släktet guldmalar, och familjen styltmalar. Arten är reproducerande i Sverige.